# Józef Hebda
Józef Hebda (ur. 7 października 1906 we Lwowie, zm. 23 września 1975 w Krakowie) – polski tenisista, wielokrotny mistrz Polski i reprezentant w Pucharze Davisa.

## Życiorys
Zainteresował się tenisem stosunkowo późno, po 20. roku życia, wcześniej próbując swoich sił m.in. jako piłkarz. W ciągu kariery bronił barw Lwowskiego Klubu Tenisowego, ŁKS Łódź, Legii Warszawa, Wisły i Olszy Kraków. Do krajowej czołówki tenisowej przebił się w 1930, kiedy zajmował 5-8. miejsce w rankingu Polskiego Związku Tenisowego. Rok później figurował na 3. miejscu.
W 1932 zdobył pierwszy tytuł mistrza Polski w grze pojedynczej. Pokonał w finale Ignacego Tłoczyńskiego, pozbawiając go tym samym szansy na Puchar Millera, trofeum przyznawane trzykrotnym z rzędu lub pięciokrotnym mistrzom Polski. Hebda pokonał także Tłoczyńskiego w finale międzynarodowych mistrzostw Polski, zostając pierwszym polskim zwycięzcą tego turnieju. W międzynarodowych mistrzostwach Polski triumfował również w 1937 i 1938, a uwzględniając grę podwójną i mieszaną zdobył łącznie osiem tytułów (ostatni w 1947). W narodowych mistrzostwach Polski we wszystkich konkurencjach zdobył trzynaście tytułów, ostatni w 1954. Grę pojedynczą wygrał także w 1933 (w finale z Ernestem Wittmannem), w 1935 (z Kazimierzem Tarłowskim), 1936 (ponownie z Tarłowskim) oraz w pierwszej edycji powojennej w 1945 (z Władysławem Skoneckim). Szansy na piąty triumf – i tym samym zdobycie Pucharu Millera – nie wykorzystał w 1937 i 1938, w pierwszym finale ulegając Tarłowskiemu, w drugim Tłoczyńskiemu. Rywalizacja krajowa z Ignacym Tłoczyńskim (który ostatecznie w 1939 został mistrzem Polski po raz piąty) cieszyła się dużym zainteresowaniem kibiców.
W rywalizacji zagranicznej Hebda odnosił stosunkowo mniej sukcesów niż Tłoczyński, ale miał na koncie m.in. zwycięstwo nad znanym Australijczykiem Vivem McGrathem w mistrzostwach Francji w 1933, a w meczach towarzyskich (międzyklubowych) pokonał Niemca Hennera Henkela i Francuza Jeana Borotrę. W zespole narodowym w Pucharze Davisa lwowianin debiutował w maju 1931, przyczyniając się do zwycięstwa nad Norwegią. W 1935 pokonał w ramach tych
rozgrywek reprezentanta Afryki Południowej Vernona Kirby’ego, półfinalistę mistrzostw USA rok wcześniej. Dobrą dyspozycję prezentował także w 1936, kiedy w meczu z Austrią zdobył dwa punkty singlowe, pokonując Georga von Metaxę i Adama Baworowskiego. Nie wystarczyło to jednak do zwycięstwa Polski. Po anschlussie Austrii ta trójka graczy spotkała się razem na korcie w meczu deblowym Pucharu Davisa w 1939, ale w zupełnie innej konfiguracji – Hebda z Baworowskim w polskiej ekipie, von Metaxa w parze z Henkelem w reprezentacji Niemiec. Ostatni występ w zespole daviscupowym Hedba zaliczył już po wojnie, przegrywając w 1947 m.in. z Anglikiem Tony Mottramem. Łącznie wygrał 14 meczów, przegrał 18. Barw narodowych bronił również w Pucharze Europy Środkowej, który polska reprezentacja zdobyła w 1938 po dwuletniej walce z ekipami Włoch, Węgier, Austrii, Jugosławii i Czechosłowacji.
Latem 1939 zdobył międzynarodowe mistrzostwo Łotwy.
W okresie II wojny światowej przebywał początkowo we Lwowie. W 1940 zdobył tytuł mistrza ZSRR w grze pojedynczej, nie tracąc w turnieju seta. Po zajęciu Lwowa przez Niemców przedostał się do Krakowa, gdzie pozostał do końca okupacji, a także w okresie powojennym. Po wojnie kontynuował karierę sportową, ze względu na wiek z mniejszymi sukcesami. Pracował także jako trener tenisowej młodzieży.
Praworęczny Hebda znany był jako utalentowany tenisista, o wielkich umiejętnościach, ale także wyjątkowo chimeryczny. W meczu Pucharu Davisa z Włochem Emanuele Sertorio w 1936 potrafił wygrać osiemnaście gemów z rzędu – ze stanu 1:5 do 7:5, 6:0, 6:0! Z drugiej strony znany był także z rozrywkowego trybu życia. Stanowił tym samym kontrast swojego rywala Tłoczyńskiego, którego tenis uchodził za wypracowany, a sam zawodnik miał opinię wyjątkowo pracowitego gracza. W 1932 Hebda jedyny raz znalazł się w czołowej dziesiątce Plebiscytu „Przeglądu Sportowego” na najlepszych sportowców Polski (na 8. miejscu).